# Lac Büyükçekmece
Le Lac Büyükçekmece (en turc : Büyükçekmece Gölü) est un liman formé à l'endroit où la rivière Karasudere se jette dans la mer de Marmara. Le lac est situé au sud du district de Çatalca, à l'ouest d'Istanbul. Il est utilisé comme réservoir d'eau douce.
Le banc du lac a été renforcé en 1988 par un barrage. La superficie du lac est de 28,47 km², de 7 km de long et 2 km de large. La profondeur maximale est de 8,6 mètres. 
Le lac fluvial s'est développé au fur et à mesure que le courant du Karasudere descendait de Çatalca et a été bloqué et formé par le banc de sable qui en résultait. Un lac d'eau salée saumâtre et couvert de roseaux existe entre le barrage de Büyükçekmece et la mer de Marmara. Une autre lagune, le lac Küçükçekmece, est située 12 km à l'est du lac Büyükçekmece.
Le nombre d'espèces de poissons observées dans le lac est passé de 30 dans le passé à 15 actuellement. 
L'historique pont ottoman Soliman le Magnifique-Mimar Sinan, nommé d'après l'architecte ottoman Mimar Sinan (1489-1588), enjambe l'étroite ouverture de la barre reliant le lac à la mer. 

## Statut
Le lac, qui n'est pas protégé, a été déclaré par BirdLife International comme zone importante pour la conservation des oiseaux en 1989 en raison de ses nombreuses espèces distinctes et menacées d'oiseaux aquatiques. 